# 哈森莫尔
哈森莫尔是德国石勒苏益格－荷尔斯泰因州的一个市镇。总面积17.77平方公里，总人口725人，其中男性379人，女性346人（2011年12月31日），人口密度41人/平方公里。